# 894 (číslo)
Osm set devadesát čtyři je přirozené číslo. Římskými číslicemi se zapisuje DCCCXCIV a řeckými číslicemi ωϟδʹ. Následuje po čísle osm set devadesát tři a předchází číslu osm set devadesát pět.

## Matematika
894 je:
- Abundantní číslo
- Složené číslo
- Nešťastné číslo

## Astronomie
- (894) Erda je planetka hlavního pásu, kterou v roce 1918 objevil Max Wolf
- NGC 894 je hvězdná asociace v souhvězdí Velryby

## Roky
- 894
- 894 př. n. l.